# Яванез
Яванез, Орієнтальна довгошерста (англ. Javanese, JAV)  — порода кішок, що за зовнішнім виглядом і поводженням подібний до орієнтальних кішок, але з довгим хутром.

## Історія
У приплодах орієнтальних кішок періодично з'являються довгошерсті кошенята. Розведення таких кішок призвело до формування породи. Назву кішки одержали на честь острова Ява в Південно-Східній Азії. Першими визнали породу FIFE й CFA. Однак у цієї породи існує багато незрозумілостей. У різних країнах організаціях у цю назву вкладають різні поняття про породу, про різні групи східних кішок. У Європі (WCF, FIFE) мають на увазі напівдовгошерстого орієнтала у всіх варіантах забарвлення. У багатьох американських організаціях (CFA, ACFA, CFF) мають на увазі балінезійських з нетрадиційними забарвленнями (червоним, кремовим, торбі й табі-пойнт). Кішки орієнтальних забарвлень називаються орієнтальними довгошерстими (туди входять також забарвлення з білим — для ТІСА). У GCCF орієнтальні довгошерсті називаються «ангорою» і не допускаються для одержання титулів. Порода досить популярна, хоча й не надто численна.

## Зовнішній вигляд
Кішки породи яванез — це тонкі, мускулясті, тендітні, гнучкі, легкі тварини середніх розмірів. Через довге хутро контури кішки виглядають м'якшими, ніж в орієнтала. Тіло за будовою і пропорціями відповідає тілу орієнталів. Кінцівки стрункі, тонкі, мускулясті. Лапи овальні. Коти трохи більші за кішок. Хвіст витончений, довгий (доходить до лопаток і далі), тонкий. Хутро довге, у вигляді «плюмажу».
Голова довга, пропорційна тілу, утворена майже прямими лініями від кінчиків вух до тонкої морди. При погляді зверху й збоку прямолінійне з'єднання від зовнішніх основ вух до морди утворює клин (без пінча). Лінія профілю проходить від середини чола до мочки носа без заглиблень чи підйомів. Вуха великі, загострюються, із заокругленими кінчиками, посаджені широко, продовжують лінію клина. Очі такі ж, як і в орієнталів. Косоокість не допускається. Колір очей зелений. У білих яванезів очі можуть бути або блакитні, або зелені, або різного кольору (одне зелене, інше блакитне). Шия тонка, довга.
Хутро тонке, легке, шовковисте, без підшерстя, щільно прилягає до тіла. На шиї, плечах, навколо голови хутро коротше. Подовжується в напрямку до задньої частини. Найдовше й найпухнастіше хутро на хвості, у вигляді «плюмажу». На задніх кінцівках в області стегон невеликі «штани».

### Забарвлення
Забарвлення одноколірні, черепахові, димчасті, сріблясті, табі, торбі. Можуть мати сіамські забарвлення з білим, забарвлення із дрібними білими плямами (на кінчику хвоста, медальйон, на пальцях).